# Yesterday & Today (Dokken)
Yesterday & Today è un album dal vivo del gruppo musicale statunitense Dokken, pubblicato il 1º aprile 2001 dalla BMG. Raccoglie alcune delle migliori performance live registrate dalla band nel corso degli anni.

## Tracce
1. Maddest Hatter – 4:50 (Don Dokken, Reb Beach, Jeff Pilson, Mick Brown)
2. In My Dreams – 4:35 (Dokken, Pilson, Brown, George Lynch)
3. Into the Fire – 4:53 (Dokken, Pilson, Lynch)
4. Breaking the Chains – 3:57 (Dokken, Lynch)
5. Kiss of Death – 5:20 (Dokken, Pilson, Lynch)
6. Tooth and Nail – 4:28 (Pilson, Brown, Lynch)
7. Just Got Lucky – 4:56 (Lynch, Pilson)
8. Erase the Slate – 4:20 (Dokken, Beach, Pilson, Brown)
9. It's Not Love – 6:19 (Dokken, Pilson, Brown, Lynch)
10. Alone Again – 6:46 (Dokken, Pilson, Brown, Lynch)

## Formazione
- Don Dokken – voce
- George Lynch – chitarre
- Reb Beach – chitarre
- Jeff Pilson – basso, cori
- Mick Brown – batteria, cori